# Masse d'air
Cet article concerne les masses d'air en météorologie et en climatologie. Pour la notion de masse d'air en astronomie, voir Masse d'air (astronomie). Pour son application à l'énergie solaire, voir Masse d'air (énergie solaire).

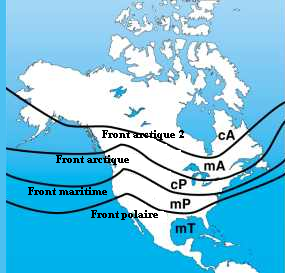
Masses d'air selon la théorie de l'École norvégienne de Météorologie (A= Arctique, P=Polaire, T=Tropical, m=maritime, C=Continental)

Une masse d'air en météorologie ou en climatologie est une zone de l'atmosphère où les conditions de température, de pression et d'humidité principalement, sont homogènes. Une masse d'air se définit donc comme une zone stable au sens des paramètres physiques mesurés en son sein. 
En astronomie, la masse d'air désigne la quantité d'atmosphère terrestre traversée par la lumière pour atteindre l'observateur.

## Météorologie
Les masses d'air se forment généralement dans de vastes zones géographiques particulières où la circulation atmosphérique est lente, stationnaire, stable et continue. Elles prennent source au-dessus des régions polaires, des régions tropicales, des océans et des continents et  acquièrent les caractéristiques de température, d'humidité et de pression locale. On retrouve ces caractéristiques seulement au niveau des anticyclones, zones de haute pression atmosphérique où l'air est subsidant et stable, plus particulièrement des centres d'action anticycloniques, c'est-à-dire des anticyclones vastes et persistants dans la durée qui jouent un rôle essentiel dans la climatologie d'une région géographique. 
Ainsi dans une zone de haute pression atmosphérique, l'air est divergent et tend à s'échapper du centre du système vers la périphérie. Cette divergence permet l'uniformisation ainsi que l'homogénéisation de l'air car c'est le même air qui s'étend spatialement sur une zone géographique. Au contraire, si l'air est convergent, comme dans une zone de basse pression atmosphérique dans le cas des dépressions, cela favorisera une alimentation en air hétérogène provenant de différentes sources, d'où la confrontation de types d'air souvent radicalement opposés et donc la formation de fronts où l'on assiste à un grand différentiel de température, d'humidité et de pression. 
La désignation de caractéristiques homogènes de température et d'humidité relative se justifie donc par les types de masses d'air généralement rencontrés au-dessus des zones géographiques éponymes. Cependant, les variations d'ensoleillement durant l'année font que leur emplacement varie en latitude entre l'été et l'hiver. La plupart des classifications climatiques tiennent compte des mouvements de masses d'air. La classification de Tor Bergeron, utilisée à partir des années 1950 pour les prévisions météorologiques, est celle qui est la plus acceptée parmi celles-ci. Pour ce modèle, il faut trois lettres pour décrire une masse d'air : 
- L'humidité est le premier des paramètres qui caractérise les masses d'airs : « c » sert à définir les masses d'air continentales donc sèche, et « m » à définir les masses d'air marines donc humide ;
- Le second permet de définir la région d'origine de la masse d'air qui présuppose la chaleur emmagasinée par la masse d'air, ainsi on a « T » pour une zone tropicale, « P » pour le polaires, « A » pour l'Arctique ou l'Antarctique, « M » pour la mousson, « E » pour l'équatoriale, et « S » pour une masse d'air sec formée par une baisse significative de mouvement dans l'atmosphère ;
- Une troisième lettre est utilisée optionnellement pour désigner la stabilité de la masse d'air, ce qui revient à savoir si la masse d'air est plus ou moins chaude que le sol sur lequel elle repose respectivement par les lettres « w » et « k ».

### Types

Répartition des masses d'air autour de la Terre

S'il est difficile de délimiter précisément une masse d'air, on peut en revanche assez aisément cerner un front, zone où des masses d'air différentes se rencontrent et où on assiste à la cyclogénèse des dépressions. Dans le modèle norvégien, il y a cinq masses d'air dans les latitudes moyennes de la planète et donc quatre fronts. Ces divisions proviennent de la circulation atmosphérique générale et de la position des divers courant-jets. La séquence des masses d'air du nord au sud dans ce modèle est donc : 
- air continental arctique (cA) (au-delà de 60 degrés nord et sud)
- air maritime arctique (mA)
- air continental polaire (cP) (entre 40 et 60 degrés de latitude)
- air maritime polaire (mP)
- air maritime tropical (mT)

On peut ajouter la masse d'air continentale tropicale (cT) dans les zones arides près de l'équateur, comme le Sahara (couche d'air saharien), l'Arabie, l'Australie ou les déserts nord-américains, et la masse maritime équatoriale (mE) le long de la zone de convergence intertropicale.

## Climatologie
Les climatologues n'ont réellement commencé un synoptique sur cette base qu'à partir de 1973. Inspirée de la classification des masses d'air de Bergeron, la classification à l’échelle synoptique retient six climats différents : climat arctique, climat polaire sec, climat tempéré sec, climat tropical sec, climat tropical humide et climat tempéré humide.

## Astronomie
La qualité des images astronomiques prises par les astronomes dépend de la masse d'air, c'est-à-dire de la quantité d'atmosphère terrestre, et sa composition, traversée par les rayons lumineux pour atteindre l'observateur. Au niveau de la mer et dans la direction du zénith, la valeur de la masse d'air est égale à 1. Pour d'autres directions correspondant à une distance zénithale de moins de 60 à 70°, la masse d'air est approximée par la sécante de la distance zénithale. 
La masse d'air est un paramètre important à prendre en compte lors d'observations astronomiques, car elle contribue à la fois à l'extinction atmosphérique et à la réfraction des rayons lumineux. Ces deux phénomènes dépendent de la couleur ou de la longueur d'onde considérée. Lorsque la masse d'air de l'étoile observée est importante (l'étoile est basse dans le ciel), la position apparente de l'étoile dans le bleu sera légèrement différente de celle dans le rouge. C'est donc un effet important lors d'études astrométriques, et lorsque la caméra de guidage du télescope observe dans une couleur, et que l'on veut placer la fente d'un spectrographe sur l'étoile. On va alors choisir de placer la fente sur le point tel que vu sur la caméra de guidage, alors que la lumière d'une autre longueur d'onde peut être sensiblement à côté. Dans ce cas, cette lumière n'entrera pas dans le spectrographe. Pour éviter cet effet, on place généralement la fente du spectrographe le long de l'angle paralactique.